# 万维网
万维网（英語：World Wide Web）亦作、全球广域网。它是一个通过互联网访问的，由许多互相链接的超文本组成的資訊系統。英國科學家蒂姆·伯纳斯-李於1989年發明了萬維網，1990年他在瑞士CERN的工作期間編寫了第一個網頁瀏覽器。網頁瀏覽器於1991年1月向其他研究機構發行，並於同年8月向大眾開放。
萬維網為佔居主導地位的資訊系統平台，也是數十億人類在網際網路上進行互動和瀏覽的主要工具。網頁文件的常見類型是文本文件格式化文本和超文件標示語言（HTML）。除了格式化文字之外，網頁還可能包含圖片、影片、聲音和軟體元件，這些元件會在使用者的網頁瀏覽器中呈現為多媒體內容的頁面。
萬維網並不等同于網際網路，萬維網只是網際網路所能提供的服務其中之一，是靠着網際網路運行的一項服務。

## 起源

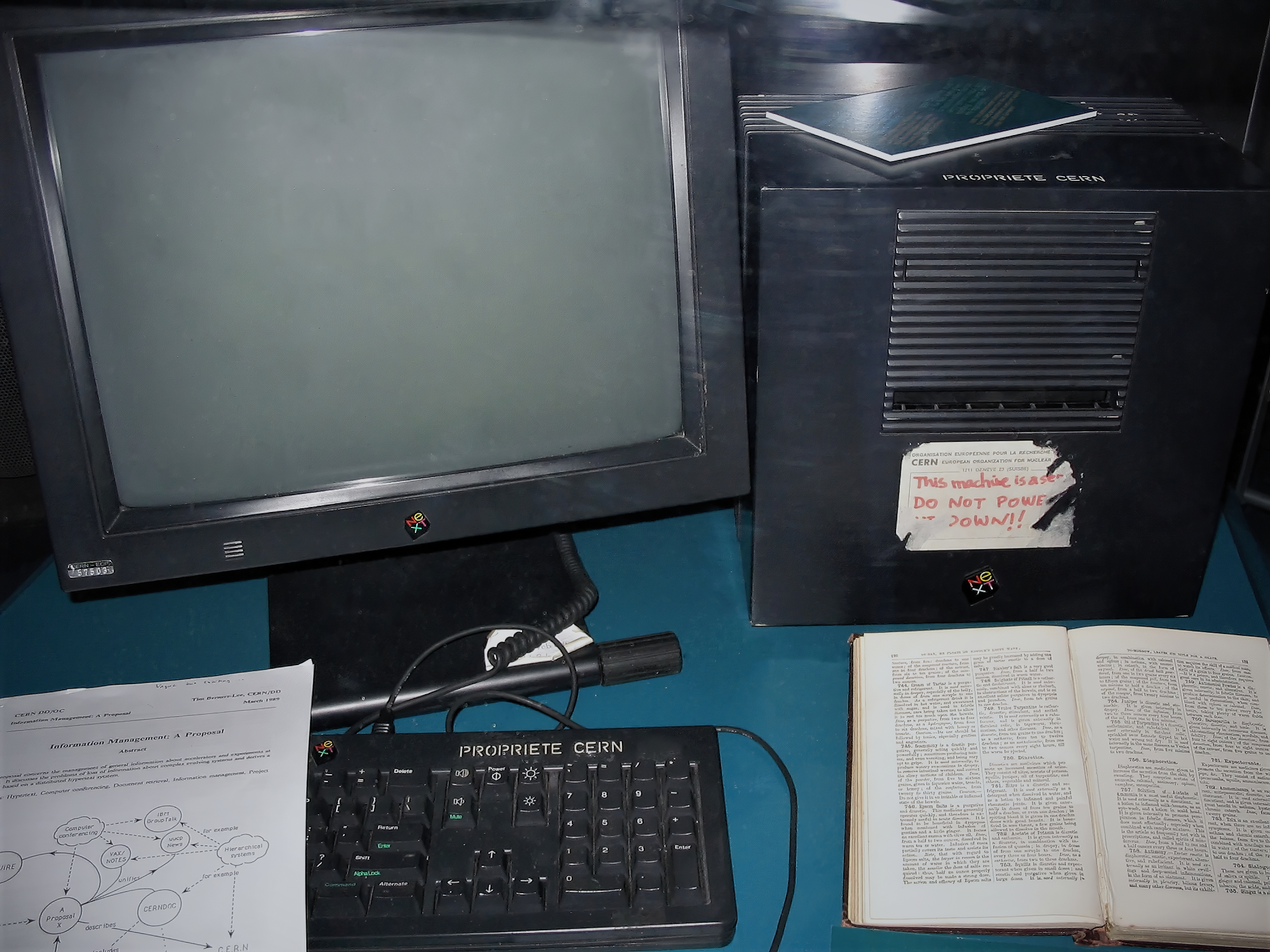
提姆·柏內茲-李在CERN工作時使用的NeXT電腦是世界上第一個網頁伺服器。

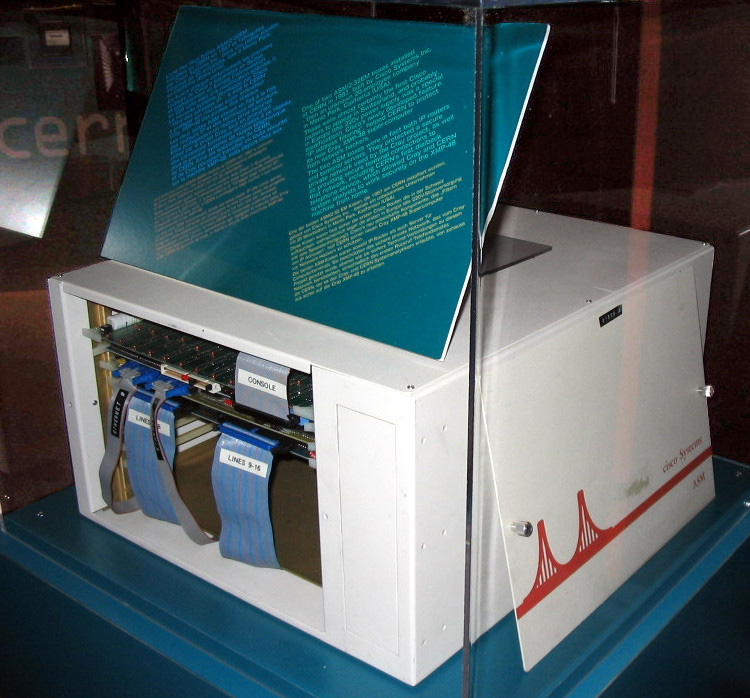
CERN的思科系统路由器是歐洲首個部署IP路由器之一。

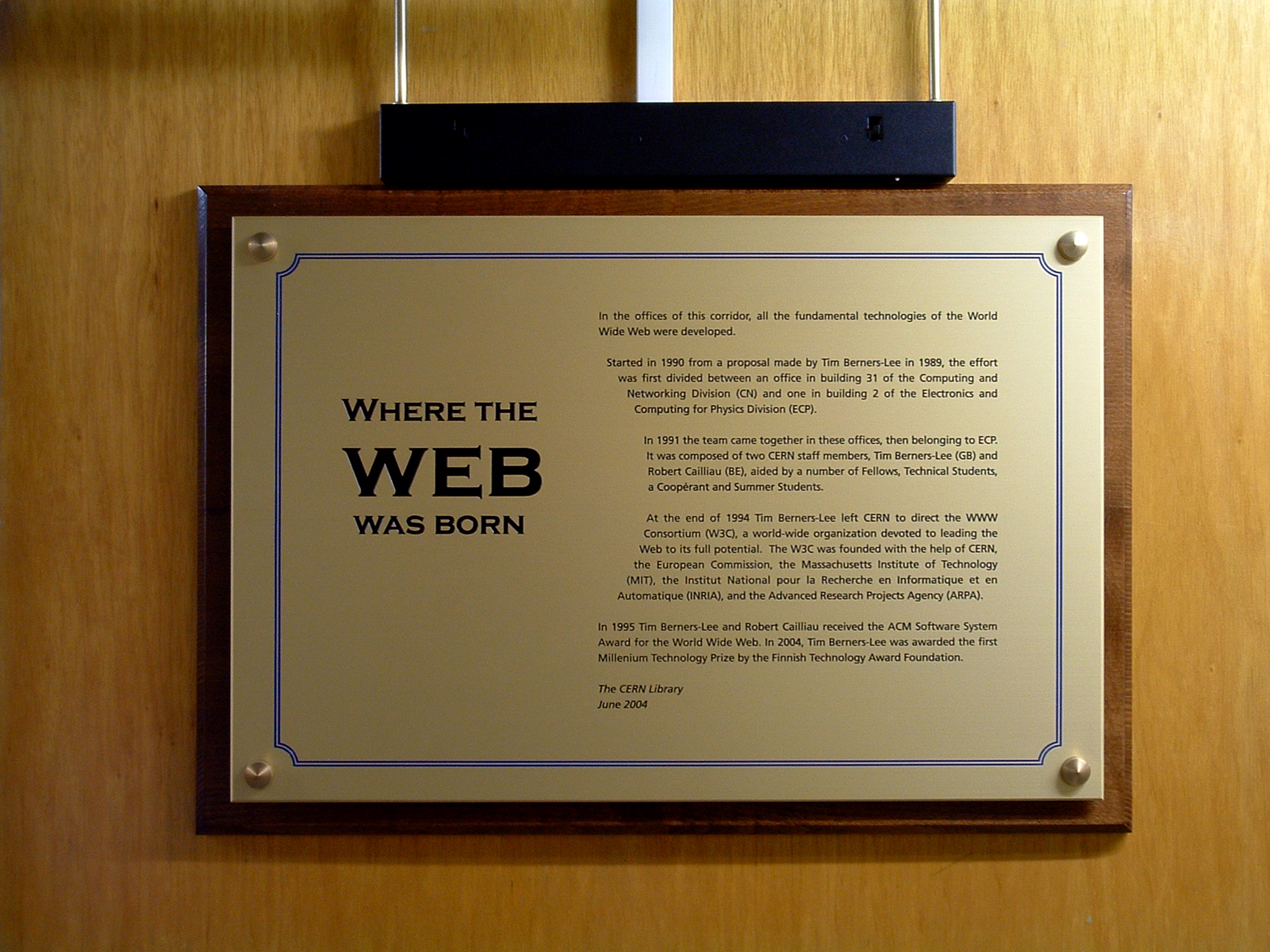
在提姆·柏內茲-李和罗伯特·卡里奥开始万维网办公室旁边的牌子。

萬維網最早的构想可以追溯到1980年蒂姆·伯纳斯-李构建的ENQUIRE项目。这是一个类似维基百科的超文本在线编辑数据库。尽管这与现在所通行的万维网大不相同，但是它们有许多相同的核心思想，甚至还包括一些伯纳斯-李的万维网之后的下一个项目语义网中的构想。
1989年3月，伯纳斯-李撰写了《关于信息化管理的建议》一文，文中提及ENQUIRE并且描述了一个更加精巧的管理模型。1990年11月12日他和罗伯特·卡里奥合作提出了一个更加正式的关于万维网的建议。在1990年11月13日他在一台NeXT工作站上写了第一个网页以实现他文中的想法。
在那年的聖誕節，伯纳斯-李制作了要讓网络工作的所有必要工具：第一个網頁瀏覽器WorldWideWeb（同时也是網頁编辑器）和第一个網頁伺服器。
1991年8月6日，他在「alt.hypertext」新闻组上贴了万维网项目简介的文章。这一天也标志着因特网上万维网公共服务的首次亮相。
万维网中至关重要的概念─超文本，起源于1960年代的几个早期的项目。譬如泰德·尼尔森的仙那度計劃和道格拉斯·英格巴特的NLS。而这两个项目的灵感都是来源于万尼瓦尔·布什在其1945年的论文《和我们想得一样》中为微缩胶片设计的Memex系统。
蒂姆·伯纳斯-李的另一个才华横溢的突破是将超文本嫁接到因特网上。在他的《一千零一網》一書中解释，他曾多次向技術社群的成員暗示这两种技术结合是可行的，但是却没有任何人接受他的建议，他最后只好自己解决了这个计划。他发明了三項關鍵技術：
- 一个全球网络资源唯一认证的系统，统一资源定位符（URL）；
- 超文本标记语言（HTML）；
- 超文本传输协议（HTTP）。[12]

万维网和其他超文本系统有很多不同之处。万维网上需要单项连接而不是双向连接，这使得任何人可以在资源拥有者不作任何行动情况下链接该资源。和早期的网络系统相比，这一点对于减少实现网络服务器和网络浏览器的困难至关重要，但它的副作用是产生了連結失效的慢性问题。万维网不像某些应用软件如HyperCard，它不是私有的，这使得服务器和客户端能够独立地发展和扩展，而不受许可限制。
1993年4月30日，歐洲核子研究組織宣布万维网对任何人免费开放，且不收取任何费用。两个月之后Gopher協議宣布不再是免费使用，造成大量用户从Gopher转向万维网。早期流行的網頁瀏覽器是用於Unix和X Windows系統的ViolaWWW。

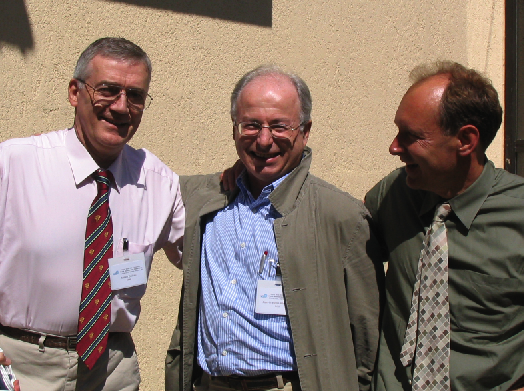
羅伯特·卡里奧、尚-弗朗索瓦·阿布拉莫維奇和提姆·柏內茲-李於全球資訊網聯盟成立十週年合影

學者普遍認為，全球資訊網的一個轉折點始於1993年推出的Mosaic網頁瀏覽器，這是由伊利諾大學厄巴納-香檳分校（NCSA-UIUC）的國家超級電腦應用中心團隊所開發的圖形介面瀏覽器，由馬克·安德里森領導。Mosaic的資金來自美國高速運算及通訊計劃（High-Performance Computing and Communications Initiative）和高速運算及通訊法案（High Performance Computing and Communication Act of 1991），這也是美國參議員艾爾·高爾所發起的幾項運算發展計劃之一。在Mosaic發布之前，網頁中的圖片和文字混合並不常見，全球資訊網的受歡迎程度遠低於網際網路上使用的舊協議，例如Gopher和WAIS。Mosaic的圖形使用介面讓全球資訊網成為迄今為止最受歡迎的網際網路協議。
1994年10月，万维网联盟（W3C）在麻省理工学院计算机科学实验室成立，建立者是万维网的发明者蒂姆·伯纳斯-李。到了1994年底，全球網站數量仍然相對稀少，但是很多著名網站已經相當活躍，這些網站已經預示或者啟發了當今最流行的服務。
透過網際網路，世界各地都建立了其他網站。這促進了協議和格式化的國際標準發展。伯纳斯-李繼續參與指導全球資訊網標準的開發，例如編寫網頁的標記式語言和他提倡的語義網願景。全球資訊網透過一種易於使用和靈活的格式，使資訊在網際網路上傳播。因此，全球資訊網對於互聯網的普及發揮了重要的作用。雖然這兩個詞語有時被混在一起使用，但全球資訊網並不是互聯網的同義詞。全球資訊網是一個資訊空間，包含超連結文檔和其他資源，由其URIs標識。它使用網際網路協議如TCP/IP和HTTP實作為客戶端和伺服器端軟體。

## 工作原理

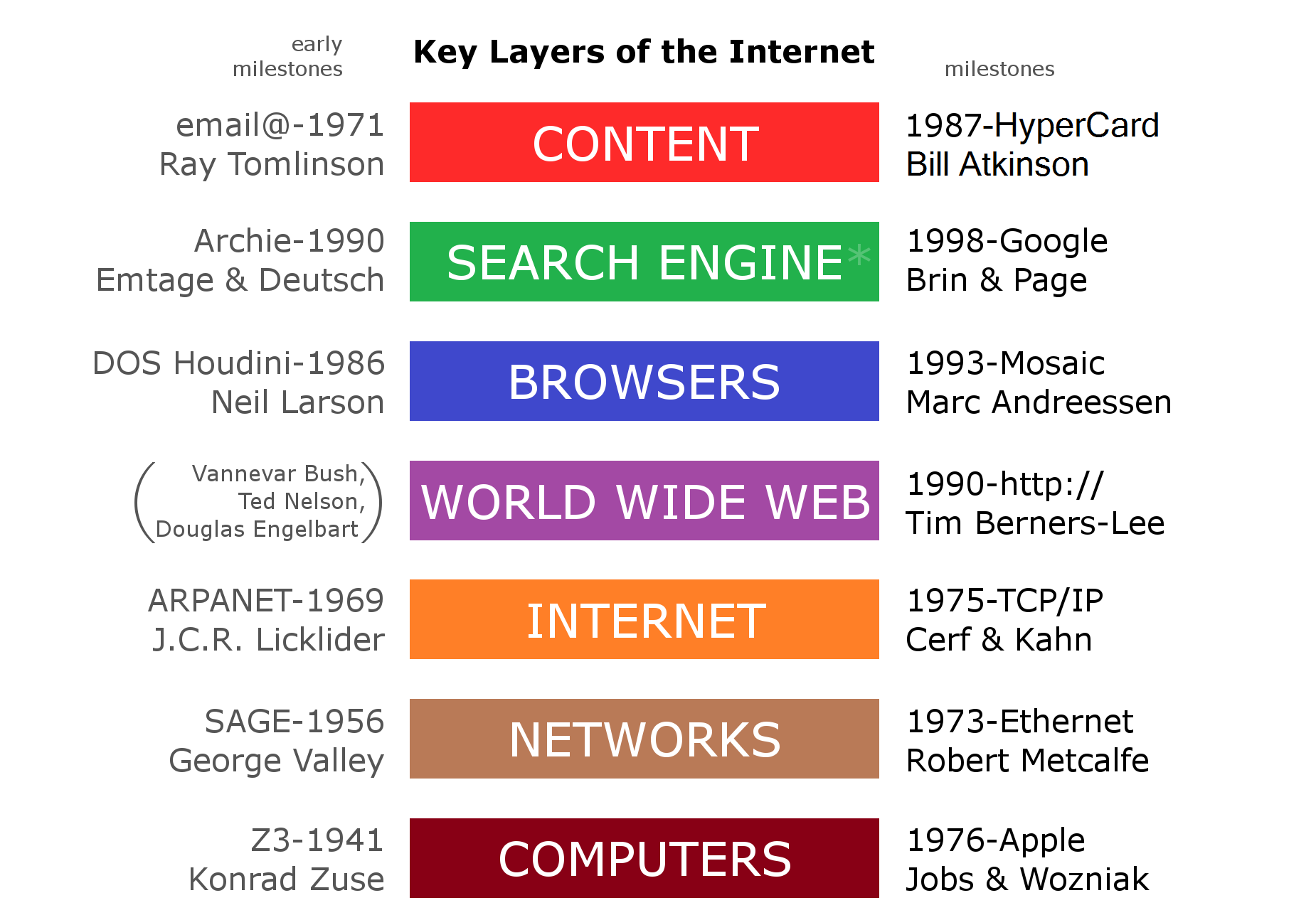
萬維網作為應用層協議運行在互聯網上。Mosaic網頁瀏覽器的出現讓互聯網更具實用性，包括顯示圖像和動態圖像（GIFs）

「網際網路」和「全球資訊網」這兩個名詞經常被混用。然而，這兩個名詞的意思並不相同。網際網路是一個全球互相連接的電腦網路系統。相較之下，全球資訊網是由超連結和统一资源标志符連接的文件和其他資源的全球集合。全球資訊網資源通常使用HTTP或HTTPS存取，是網際網路通訊協議的其中之一。
若要进入万维网上一个网页，或者其他网络资源的时候，通常需浏览器上键入你想访问网页的统一资源定位符（URL），或者通过超链接方式链接到那个网页或网络资源。这之后的工作首先是URL的服务器名部分，被名为域名系统的分布于全球的因特网数据库解析，并根據解析結果决定进入哪一个IP地址（IP Address）。
接下来的步骤是为所要访问的网页，向在那个IP地址工作的服务器发送一个HTTP请求。在通常情况下，HTML文本、图片和构成该网页的一切其他文件很快会被逐一请求并发送回用户。
网络浏览器接下来的工作是把HTML、CSS和其他接受到的文件所描述的内容，加上图像、链接和其他必须的资源，显示给用户。这些就构成了你所看到的“网页”。
大多数的网页自身包含有超链接指向其他相关网页，可能还有下载、源文献、定义和其他网络资源。像这样通过超链接，把有用的相关资源组织在一起的集合，就形成了一个所谓的信息的“网”。这个网在因特网上被方便使用，就构成了最早在1990年代初蒂姆·伯纳斯-李所说的万维网。

### 發布網頁
网络独立于大众媒体而被大家使用。如果你要发布一个网页，你不需要去拜访出版商或者任何其他传媒机构，而且你潜在的读者可能遍布于世界各地。

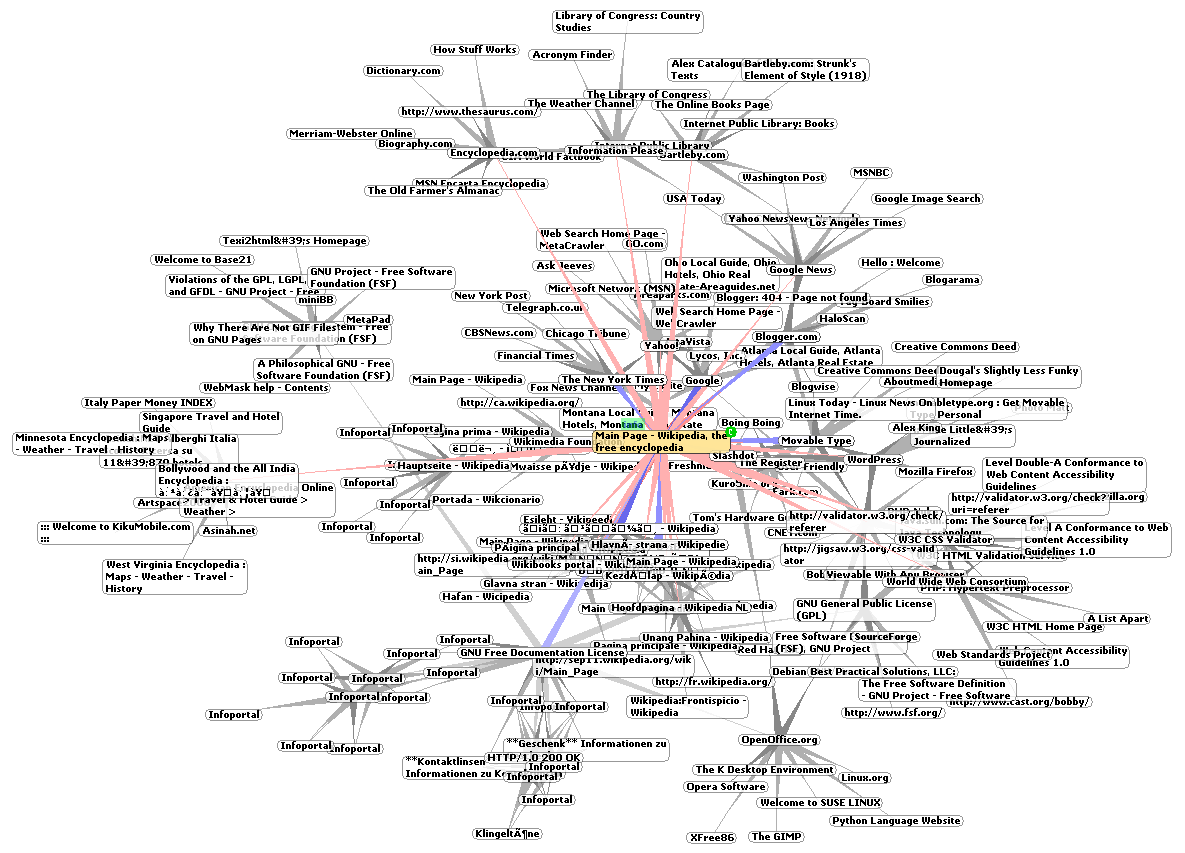
万维网的一小部分的圖形，展示超連結

与传统书籍文献不同，超文本没有一个线性的顺序从头到尾。它不能分解成章，节，段等层次。
现在在万维网上可以寻找到不同种类的信息，你想了解其他的国家以及那里的风土人情变得十分容易。当你在外国或者一个偏僻的小镇旅游的时候，你可以通过网络找到关于这个地方的信息，尤其是如果是在一个发达国家的话。当地的报纸，官方出版物和其他资料都可以非常容易找到，因此你可以通过网络找到更多种类的相关资讯。
尽管有些站点有多种语言的版本，但是大部分站点只有当地语言版本。而且，不是所有的软件都能很好地支持所有的特殊字符和那些从右向左写的语言（如阿拉伯语或希伯来语）。这些因素使得关于万维网讓地球融为地球村的观点受到挑战。
随着大量的免费网络主页服务器的出现，涌现出了无数的个人主页以及家庭主页，小商店的主页等等，在网络上发布资料显而易见地越来越容易。

### 網頁的動態更新
JavaScript是一种处理网页的脚本语言。其标准版本是ECMAScript，由网景通讯公司提交给欧洲标准协会制订。尽管它的名字和Java类似，但是它是由网景公司开发的而不是由太阳计算机系统公司开发的，除了两者的语法都是从C语言发展而来这一点外，它们之间几乎没有什么关系。之所以叫JavaScript，只是当时网景公司希望能借助Java的名气推广它。和Java一样，JavaScript类似C++是一种支持面向对象的程序设计的语言，和C++相同的是它允许混合代码，即面向对象的和基于過程的代码可以同时存在。由于网页浏览器中，JavaScript与文档对象模型（Document Object Model）紧密结合，能够很好地处理网页，使得它比它的作者原本预期的要有用得多。它的用途可以用术语DHTML（动态HTML）表达，以强调它和静态HTML网页的区别。

### 基本术语

2014年，全球各国网络索引地图

尽管英文单字「worldwide」通常被写为一个词（没有空格或者连字符），全称「World Wide Web」和其简称「WWW」现在在一些正规的英文中也被广泛使用。最早的文献谈到万维网称其为「WorldWideWeb」（為一駝峰式大小寫）或者「World-Wide Web」（加了连字符，这样这个版本的名字最接近正式的英语用法）。有趣的是，「WWW」成为了英文中少数的簡稱的音节比本来名字的音節更长的简称。在英语裡，「World Wide Web」共三个音节，而单单一个W字母就有三个音节。
1994年6月，在北美留学的一名中國地理學家李小文（后来成为中国科学院院士）于中國新聞電腦網絡（CND）的電子出版物《華夏文摘》上首次將「World Wide Web」稱為“万维天罗地网”，简称“万维网”，這樣其中文名稱漢語拼音也是以WWW開始，自此“万维网”這一名稱在中國开始被廣泛採用。

## 标准
万维网的核心部分是由三个标准构成的：
- 统一资源定位符（URL），这是一个统一的为资源定位的系统。
- 超文本传送协议（HTTP），它负责规定客户端和服务器怎样互相交流。
- 超文本标记语言（HTML），作用是定义超文本文档的结构和格式。

蒂姆·伯纳斯-李现在是万维网联盟（W3C）的领导人，这个组织的作用是使计算机能够在万维网上不同形式的信息间更有效的储存和通信。

## 统计
据2001年一份研究表明，在接入全球資訊網的電腦上保存有超过5500亿份文档，大多数文件在不可见的“深網”。2002年一份通过20亿2千4百万网页调查表明至今大多数的网页内容是用英语写成的，为56.4%；之后是德语（7.7%），法语（5.6%）和日语（4.9%）。但是中文站点的增长也很快。一份最近的研究通过在75种语言的网络调查取样表明，到2005年1月为止，有超过115亿个网页在公共索引页面中。

## 速度问题
由于因特网基础结构的缺陷，造成的问题和延遲造成浏览速度的減慢令人煩躁。知名網站techweb因此戲稱「World Wide Web」應改成「World Wide Wait」（全球等待）。利用點對點技術和服务质量来提高因特网的速度的讨论一直在进行。其他解决方案也可以在W3C（页面存档备份，存于）的网站上找到。

## 学术会议
和WWW有关的主要学术会议为IW3C2（页面存档备份，存于）。发起的万维网系列会议。这是有关这一系列会议的链接（页面存档备份，存于）

## 紀念
2019年3月12日，Google更改Google doodle，以紀念全球資訊網發明30周年。

## 参閱
- 電子出版
- 串流媒體
- Web 2.0
- 语义网（Web 3.0）
- Web3（區塊鏈）